# Acmonotus incusifer
Acmonotus incusifer is een insect uit de familie van de vlinderhaften (Ascalaphidae), die tot de orde netvleugeligen (Neuroptera) behoort. 
Acmonotus incusifer is voor het eerst wetenschappelijk beschreven door McLachlan in 1871.